# Ülker Spor ve Etkinlik Salonu
Die Fenerbahçe Ülker Spor ve Etkinlik Salonu (deutsch Fenerbahçe Ülker Sport- und Unterhaltungshalle, kurz: Ülker Spor ve Etkinlik Salonu) ist eine Mehrzweckhalle im asiatischen Stadtteil Ataşehir der türkischen Metropole Istanbul. Der Bau kostete 200 Mio. TL

## Geschichte
Das etwa 67.000 m² große Grundstück wurde von dem Verein Fenerbahçe beigesteuert und der damalige Hauptsponsor der Männer-Basketballmannschaft (Yıldız Holding) kam für die Baukosten auf, weshalb die Arena den Namen Ülker trägt. Der Bau der, von Ömerler Architecture und DDG designten, Mehrzweckhalle startete 2008 und dauerte etwa vier Jahre.
Die Spielstätte bietet bei Sportveranstaltungen 13.500 und bei Konzerten 15.000 Plätze. Zusätzlich stehen 44 Luxus-Logen zur Verfügung. Des Weiteren beinhaltet sie sechs große und fünf kleine Umkleidekabinen und unter dem Hallendach hängt ein 28,5 t schwerer Videowürfel mit vier LED-Bildschirmen mit insgesamt 250 m² Fläche.
Für Trainingszwecke gibt es anliegend eine zweite, kleinere Halle mit einer Kapazität von 2.500 Zuschauern.
Am 25. Januar 2012 wurde die Arena im Vorfeld des Spiels der Vorrundengruppe G der Turkish Airlines EuroLeague zwischen Fenerbahçe Ülkerspor und Armani Jeans Mailand (65:63) eröffnet. Den ersten offiziellen Korb erzielte Fenerbahçes Marko Tomas, durch einen 2-Punktekorb.
Derzeit nutzt unter anderem die Männer- wie die Frauen-Basketballmannschaft des Fenerbahçe SK die Halle. Von 2015 bis 2018 spielten auch die Volleyball-Männer und Volleyball-Frauen des Vereins in dieser Halle.

## Galerie

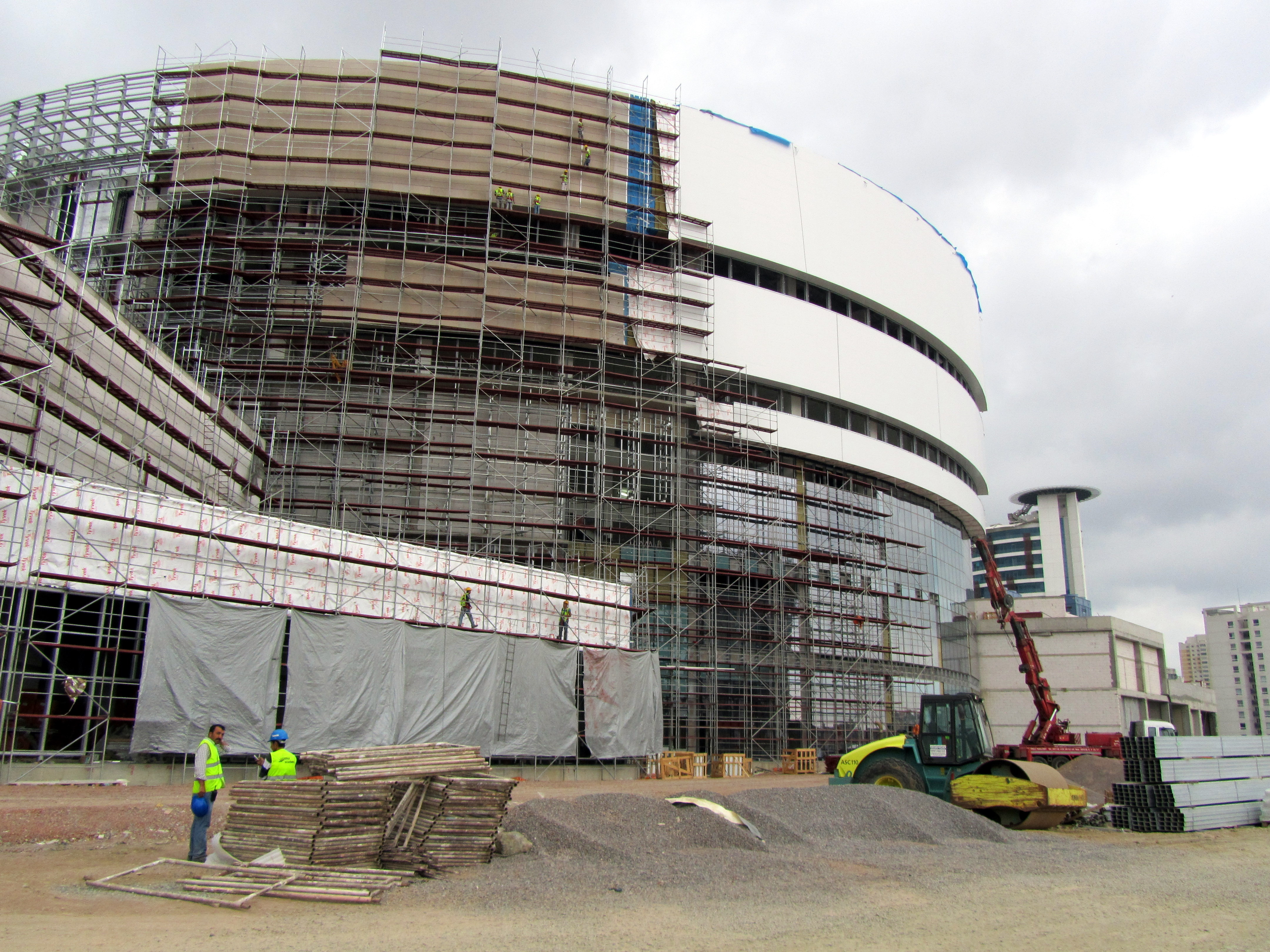
Die Halle während der Bauphase im September 2011
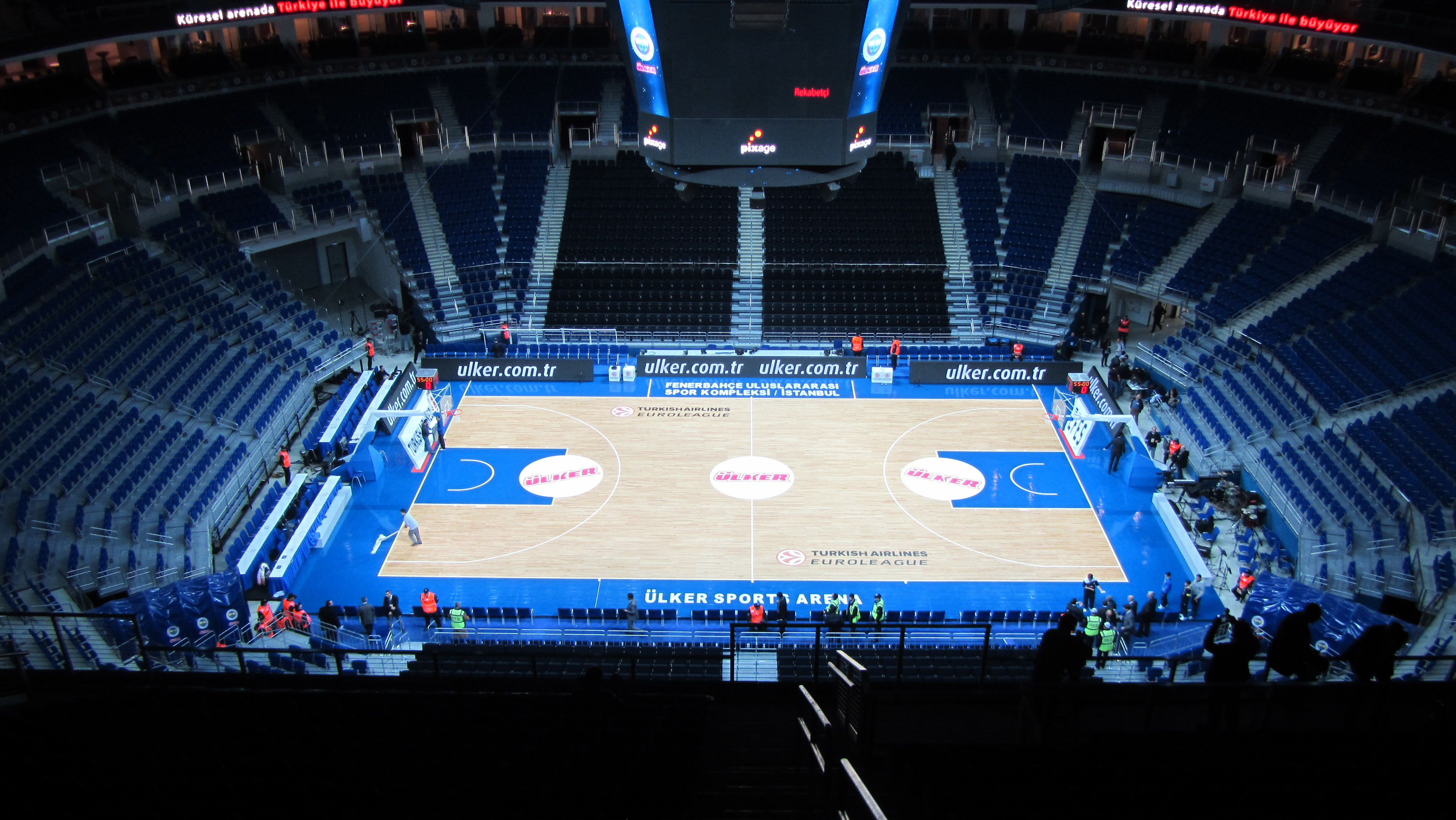
Die Halle am Tag der Eröffnung
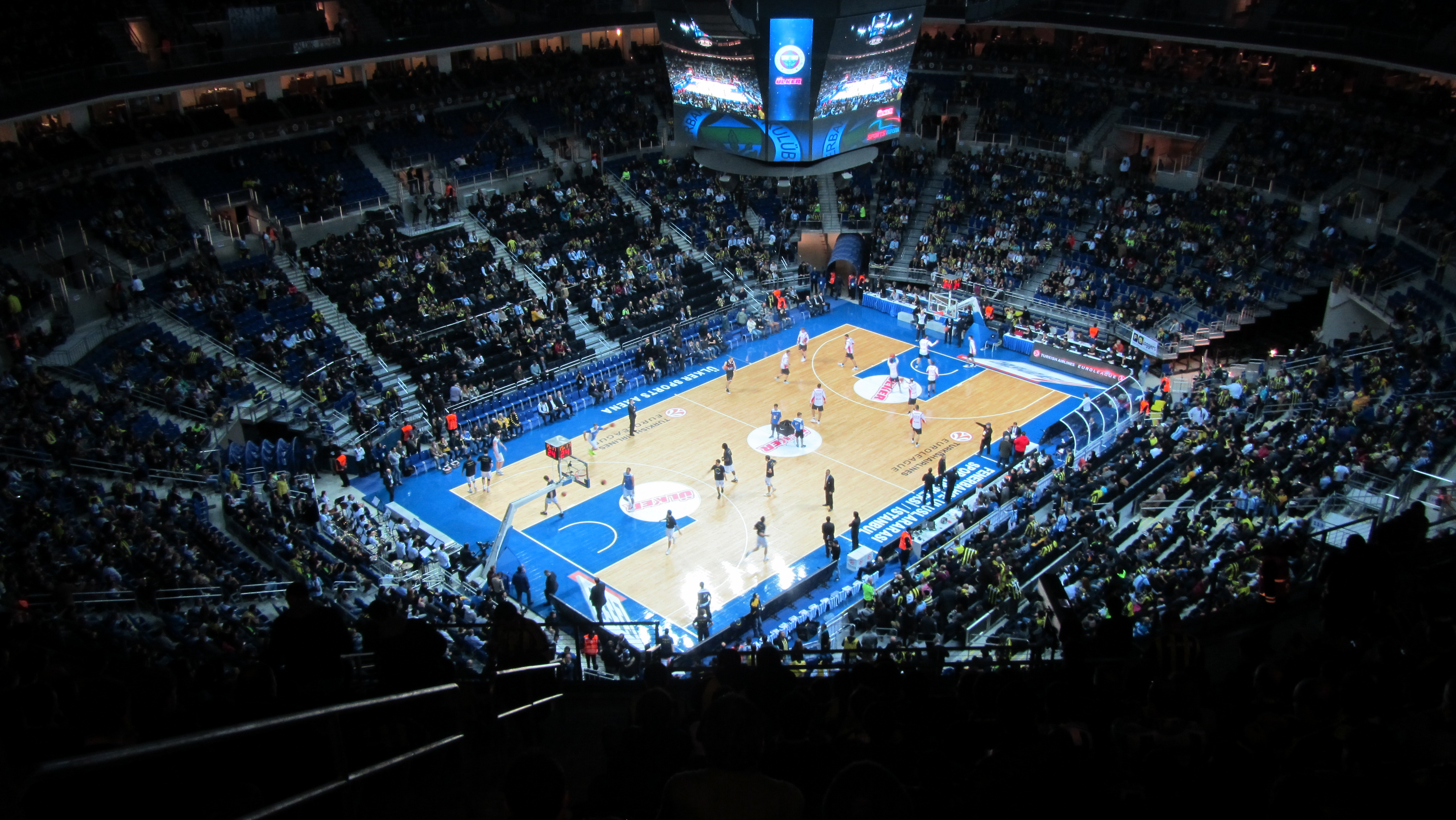
Der Ülker Spor ve Etkinlik Salonu beim Eröffnungsspiel Fenerbahçe Ülkerspor gegen Armani Jeans Mailand
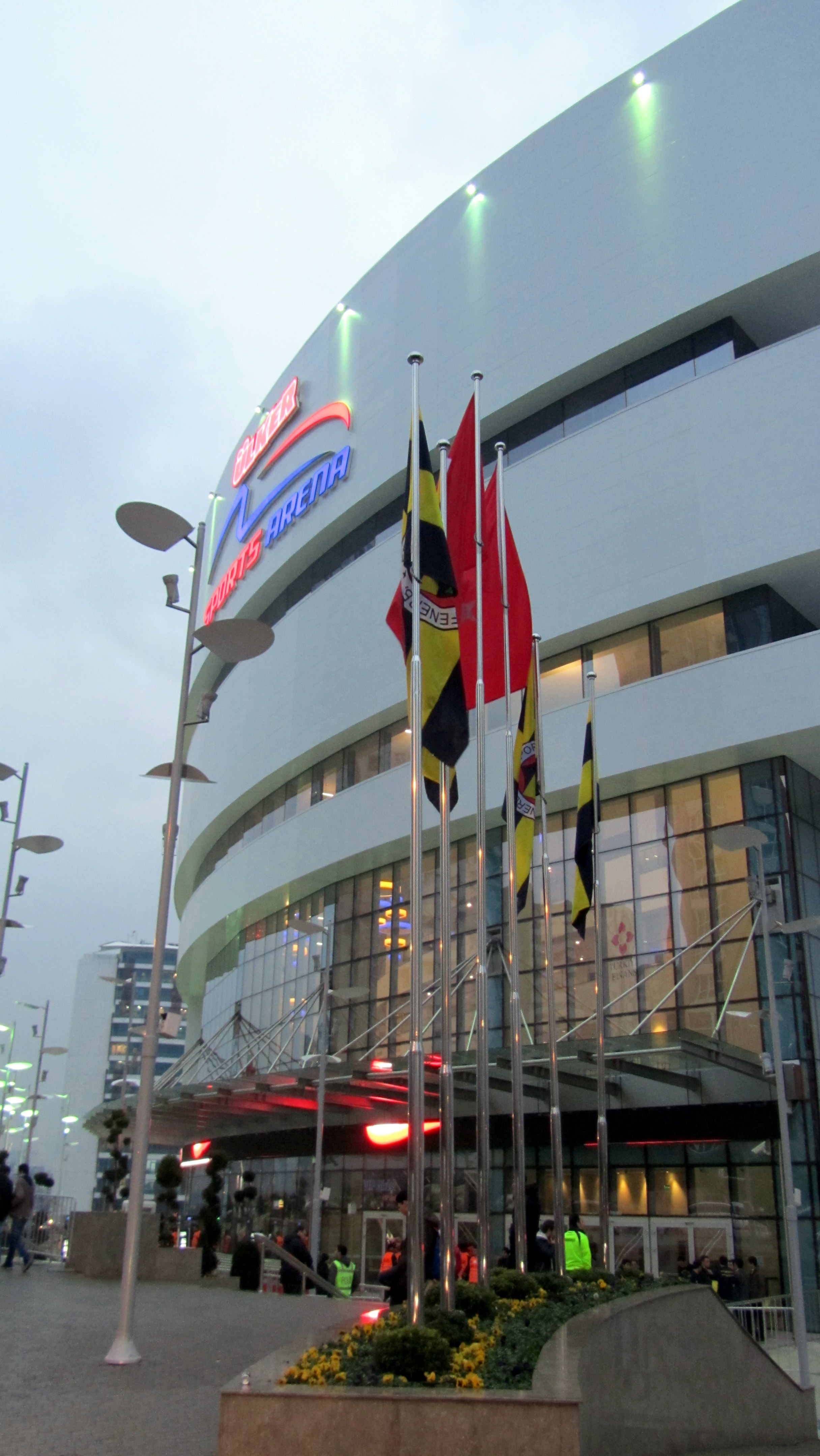
Eingangsbereich (2013)